# Godargues
Godargues (en francès Goudargues) és un municipi francès situat al departament del Gard i a la regió d'Occitània. L'any 2005 tenia 9.661 habitants.